# Porto di Melbourne
Il porto di Melbourne è il porto più grande per container e da carico dell'Australasia; e si trova a Melbourne, Victoria, in Australia alla foce del fiume Yarra, a valle del ponte Bolte. 
Dal primo luglio 2003, il porto è gestito dalla Port of Melbourne Corporation, una società legale creata dallo stato di Victoria.

## Strutture del porto
Il porto è composto da diversi moli artificiali sul fiume Yarra tra cui: (da monte a valle):
- Victoria Dock
- Appleton Dock
- South Wharves
- Swanson Dock
- Maribyrnong Berth
- Yarraville Wharves
- Holden Oil Dock
- Webb Dock
- Station Pier